# Aleksandrs Apsītis

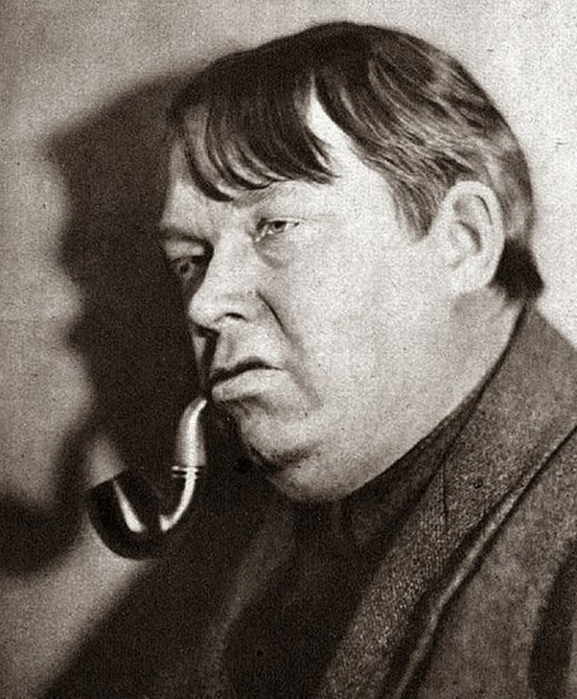
Alexander Apsit

Aleksandrs Apsītis (Alexander Petrowitsch Apsit, russisch Александр Петрович Апсит; * 25. März 1880 in Riga; † 19. September 1943 in Ludwigslust) war ein lettischer Künstler.

## Leben
Apsītis wurde in eine Rigenser Arbeiterfamilie geboren, die 1894 nach Sankt Petersburg übersiedelte. Von 1898 bis 1899 besuchte er dort die Zeichenschule und war Schüler im Atelier von Lew Dmitriew-Kawkaski.
Von 1900 bis 1910 war Apsit Mitglied des Moskauer Künstlerzirkels „Sreda“ (Mittwoch). In dieser Zeit arbeitete er für verschiedene Petersburger Zeitschriften und entwarf Kriegsplakate. Nach der Oktoberrevolution wurde Apsit vom sowjetischen Staatsverlag mit der Gestaltung von Revolutionsplakaten beauftragt, da er Erfahrungen mit politischer Propaganda gesammelt hatte.
Im Herbst 1919, als die Truppen General Judenitschs bis auf 30 km an Petrograd herangerückt waren, entstand das Plakat „Mit der Brust (unter Einsatz des eigenen Lebens) Petrograd schützen“.
Bei den von Apsit entworfenen Plakaten handelte sich um detailreiche, farblich fein abgestufte Zeichnungen mit vielen Figuren, die von erläuternden Texten begleitet wurden. Sie standen unter dem Einfluss des Lubok, des russischen Volksbilderbogens. Sein Plakat „Ein Jahr proletarischer Diktatur“ gilt als Meilenstein der sowjetischen Plakatgeschichte. Entworfen zum ersten Jahrestag der Oktoberrevolution, zeigt es die wichtigsten Elemente der Bildsprache des Revolutionsplakats: im Vordergrund einen Bauern mit roter Fahne und Sense sowie einen Schmied mit Hammer, der die Embleme des gestürzten Kapitalismus zertritt – beide als Wachen vor einem Feld mit einfachen, Fahnen tragenden Landarbeitern –, im Hintergrund dann eine industrialisierte Stadt und eine aufgehende Sonne. Alexander Apsit entwickelte auf seinen Plakaten den Hammer, die Sichel und den roten Stern, die Symbole der sowjetischen kommunistischen Ära. Er gilt als Begründer der sowjetischen Plakatkunst.
1919, während des Vormarsches General Denikins, verließ Apsit Moskau. Nach dem Bürgerkrieg arbeitete er in Lettland als Buchillustrator. Daneben gestaltete er Werbeplakate und Grußkarten sowie das Einwickelpapier von Schokoladen und Süßwaren der Firma Vilhelms Ķuze.
1939 übersiedelte Alexander Apsit nach Deutschland, wo er 1943 starb.  
Der genannte Zeitpunkt, Ort und Umstände des Todes von Apsit scheinen jedoch fragwürdig. Der Katalog der „Jahresschau 1945 der Kunstschaffenden aus Mecklenburg-Vorpommern“ im Landesmuseum zu Schwerin (November bis Dezember 1945) weist zwei Pastellbilder von Alexander Apsit aus Schwerin aus. Aus dem Katalog ergeben sich keine Hinweise, dass der Künstler zu diesem Zeitpunkt nicht mehr am Leben war.